# 高貴男
高贵男（：／ Go Gwi-nam，1933年9月6日—2022年5月15日），男，本贯济州高氏，大韩民国政治人物，曾任国会议员。

## 生平
1933年生于全罗南道康津郡。毕业于全南大學。曾任全南每日新闻社政治部长，民主共和党全罗南道支部宣传部长等职。1978年当选国会议员。1987年任民政党国策研究所所长。1988年担任首尔残奥会组委会主席。1990年任韩国残疾人雇佣促进协会初代理事长。1999年任社团法人劳使协力研究院长。2022年5月15日逝世。